# Oxytate ribes
Oxytate ribes là một loài nhện trong họ Thomisidae.
Loài này thuộc chi Oxytate. Oxytate ribes được miêu tả năm 1964 bởi Jézéquel.